# Liên hoan bài hát Châu Á
Liên hoan bài hát châu Á (hay còn gọi là Asia Song Festival), là một đại nhạc hội nhạc pop châu Á được tổ chức tại Hàn Quốc, từ năm 2004 nhiều nghệ sĩ từ các nước châu Á được tham gia và ghi hình phát sóng trên SBS ở Hàn Quốc và Fuji TV ở Nhật Bản, và phát sóng các hệ thống đài lớn khác trên thế giới bao gồm Mỹ, Trung Quốc, Hồng Kông, Đài Loan, Thái Lan, Malaysia, Indonesia, Brunei, Philippines, Phần Lan, Bulgaria, Việt Nam và Singapore.
Nghệ sĩ tham gia được Bộ Văn hóa, Thể thao và Du lịch và Chủ tịch Quỹ Văn hóa Quốc tế Hàn Quốc mời đến.

## Lịch sử
| Năm  | Ngày           | Địa điểm                            | Dẫn chương trình                        | Người biểu diễn |
| ---- | -------------- | ----------------------------------- | --------------------------------------- | --- |
| 2004 | 16 tháng 11    | Nhà thi đấu Thể dục dụng cụ Olympic | —                                       | - Hàn Quốc: BoA, TVXQ - Nhật Bản: Hamasaki Ayumi - Trung Quốc: Sun Nan, Yang Kun - Đài Loan: F4 - Hồng Kông: Lê Minh - Thái Lan: Palmy - Việt Nam: Mỹ Tâm |
| 2005 | 11 tháng 11    | Sân vận động bóng chày Busan Sajik  | —                                       | - Hàn Quốc: Jang Na-ra, TVXQ, Lee Jung-hyun - Nhật Bản: Goto Maki, Aikawa Nanase - Trung Quốc: Cui Jian, Yu Quan - Đài Loan: Tô Hữu Bằng - Hồng Kông: Kelly Chen - Thái Lan: Lanna Commins - Việt Nam: Mỹ Linh |
| 2006 | 22 tháng 9     | Sân vận động World Cup Gwangju      | —                                       | - Hàn Quốc: TVXQ, Buzz - Nhật Bản: Arashi, Kumi Koda - Trung Quốc: Sun Nan - Đài Loan: Tank - Hồng Kông: Kelly Chen - Thái Lan: Katreeya English - Việt Nam: Hồ Quỳnh Hương - Philippines: Kitchie Nadal - Singapore: Tanya Chua - Mông Cổ: Three Girls |
| 2007 | 22 tháng 9     | Sân vận động World Cup Seoul        | —                                       | - Hàn Quốc: TVXQ, Super Junior, Lee Hyori, SG Wannabe - Nhật Bản: Kuraki Mai - Trung Quốc: Triệu Vy - Đài Loan: A-Mei, F4 - Hồng Kông: Lương Vịnh Kỳ - Thái Lan: Golf & Mike, Ruangsak Loychusak - Việt Nam: Lam Trường - Philippines: Barbie Almalbis - Indonesia: Peterpan |
| 2008 | 3–4 tháng 10   | Sân vận động World Cup Seoul        | —                                       | - Hàn Quốc: Shinee, 2AM, 2PM, Brown Eyed Girls, U-KISS, TVXQ, Girls' Generation, Shin Seung-hun, SS501 - Nhật Bản: Berryz Kobo, W-inds, Tsuchiya Anna - Trung Quốc: Anson Hu - Đài Loan: Yoga Lin, Phi Luân Hải - Hồng Kông: Mạc Văn Úy - Việt Nam: Hồ Quỳnh Hương - Singapore: Jocie Kok - Mông Cổ: BX - Thái Lan: PECK, ICE - Malaysia: Rynn Lim - Philippines: Rivermaya - Indonesia: Agnez Mo |
| 2009 | 19 tháng 9     | Sân vận động World Cup Seoul        | —                                       | - Hàn Quốc: Big Bang, 2NE1, Girls' Generation, Kara, Super Junior - Nhật Bản: Gackt, Mihimaru GT, V6 - Hồng Kông: Trịnh Y Kiện - Trung Quốc: Lý Vũ Xuân - Đài Loan: La Chí Tường - Thái Lan: K-Otic - Việt Nam: Hồ Ngọc Hà - Indonesia: Agnez Mo - Ukraina: Ruslana (khách mời đặc biệt) |
| 2010 | 23 tháng 10    | Sân vận động Olympic Seoul          | —                                       | - Hàn Quốc: BoA, Rain, Kara, Lee Seung-chul, 2AM, Beast, 4Minute - Nhật Bản: AKB48 - Đài Loan: Joe Cheng - Trung Quốc: Trương Lương Dĩnh - Malaysia: Michael Wong - Thái Lan: Sukrit Wisetkaew |
| 2011 | 15 tháng 10    | Sân vận động Daegu                  | —                                       | - Hàn Quốc: Super Junior, Girls' Generation, Kara, Lee Seung-gi, Beast - Nhật Bản: Perfume, AAA - Đài Loan: Hà Nhuận Đông - Hồng Kông: Cổ Cự Cơ - Trung Quốc: Châu Bút Sướng - Thái Lan: Tata Young |
| 2012 | 4 tháng 8      | Yeosu Expo Plaza                    | —                                       | - Hàn Quốc: Kim Hyun-joong, Tiger JK, Yoon Mi-rae, MBLAQ, Sistar, Teen Top, ZE:A, Ailee, B1A4 - Nhật Bản: Aqua Timez - Trung Quốc: Vision Wei - Singapore: Phạm Văn Phương - Đài Loan: Yoga Lin - Thái Lan: Candy Mafia |
| 2013 | 9 tháng 10     | Sân vận động chính Olympic Jamsil   | Eunhyuk, Ok Taec-yeon, và Ngô Diệc Phàm | - Hàn Quốc: Girl's Day, 2PM, Crayon Pop, ZE:A, Block B, Dynamic Duo, Exo, No Brain, Idiotape, Shu-I & DJ Koo - Philippines: MYMP - Nhật Bản: Aoyama Thelma - Hồng Kông: G.E.M. |
| 2014 | 2 tháng 11     | Sân vận động chính Asiad Busan      | Leeteuk, Zico, và Minah                 | - Hàn Quốc: EXO-K, Girl's Day, Block B, Teen Top, Henry, Fly to the Sky, Red Velvet - Philippines: Kyla - Indonesia: Afgansyah Reza - Trung Quốc: Chu Mịch - Đài Loan: Dream Girls - Nhật Bản: Shokichi & DJ Hal |
| 2015 | 11 tháng 10    | Sân vận động chính Asiad Busan      | Leeteuk, Hani, và Hong Jong-hyun        | - Hàn Quốc: Exo, BTS, Got7, B1A4, Red Velvet - Philippines: Sabrina - Nhật Bản: NGT48 - Hồng Kông: Trần Vỹ Đình |
| 2016 | 9 tháng 10     | Sân vận động chính Asiad Busan      | Leeteuk, và Fei                         | - Hàn Quốc: Exo, Seventeen, Twice, NCT, Simon Dominic, Mamamoo - Việt Nam: Noo Phước Thịnh - Singapore: Gentle Bones - Nhật Bản: Rina Katahira - Trung Quốc: Sean Li |
| 2017 | 24 tháng 9     | Sân vận động chính Asiad Busan      | Leeteuk, và Jackson                     | - Hàn Quốc: Dynamic Duo, Exo, Mamamoo, The East Light, Taeyeon, Ailee, KARD - Indonesia: MOCCA, Shae - Philippines: Morissette - Singapore: MICappella - Nhật Bản: Nakashima Mika - Việt Nam: Đông Nhi, Dương Hoàng Yến - Thụy Điển: Zara Larsson (khách mời đặc biệt) |
| 2018 | 2–3 tháng 10   | Sân vận động chính Asiad Busan      | Leeteuk                                 | - Hàn Quốc: NU'EST-W, The Boyz, YDPP, MXM, Jeong Se-woon, Red Velvet, Momoland, Bewhy, Seventeen, Wanna One, Fromis 9, iKON, Monsta X, Twice - Đài Loan: C.T.O, La Chí Tường - Nhật Bản: Sudannayuzuyully, E-girls - Philippines: Morissette - Việt Nam: Vũ Cát Tường |
| 2019 | 11–12 tháng 10 | Sân vận động Ulsan                  | Chani, Hyunjin, và Yeji                 | - Hàn Quốc: Winner, April, Eric Nam, UV, Sunmi, Kei, Ha Sung-woon, Kim Jae-hwan, N.Flying, ONF, Jeong Se-woon, Stray Kids, Itzy, The Boyz, Ateez, AB6IX, Dreamcatcher, Jang Woo-hyuk - Thái Lan: Jannine Weigel - Philippines: BRWN - Malaysia: Alvin Chong - Việt Nam: Vũ Cát Tường - Úc: Dami Im                                                                                                |
| 2020 | 10 tháng 10    | Gyeongju                            | Doyoung và Yeeun                        | - Hàn Quốc: Kang Daniel, Irene & Seulgi, YooA, Momoland, Ateez, iKon, The Boyz, AB6IX, WEi, Secret Number, Oneus, UNVS, Moonbin & Sanha, Ha Sung-woon, GFriend, Everglow - Myanmar: Project K - Ấn Độ: When Chai Met Toast - Trung Quốc: S.K.Y. - Nhật Bản: AKB48 - Việt Nam: Trọng Hiếu - Thái Lan: Milli                                                                                        |
| 2021 | 9 tháng 10     | Gyeongju                            | Sandara Park và BamBam                  | - Hàn Quốc: Brave Girls, Moonbin & Sanha, NCT Dream, Pentagon, Everglow, AB6IX, Weeekly, Omega X - Nhật Bản: Nona Diamonds - Trung Quốc: Cheng Chuang, Yu Zijun x Zhang Ziwei - Thái Lan: Suppasit Jongcheveevat - Việt Nam: O2O Girl Band, Super V - Malaysia: Vanessa Reynauld - Indonesia: Anneth Delliecia                                                                                    |